# Danh sách loài chim ở Azerbaijan

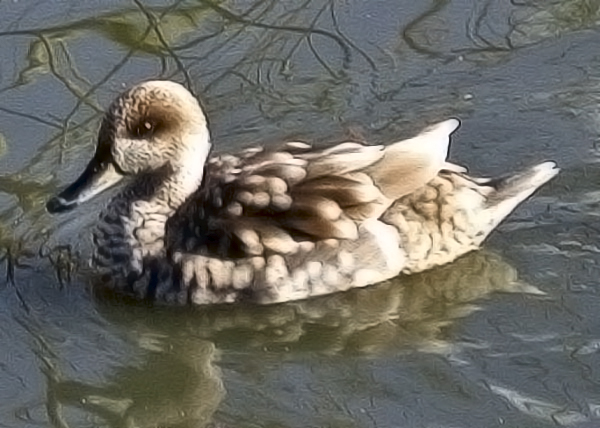
Vịt cẩm thạch. Theo tính toán mùa xuân hè năm 1993, số lượng chim làm tổ trong mỗi hồ Sarisu và Aggol là 200 cá thể. Vào đầu năm 1995, 54 loài đá cẩm thạch đã được ghi nhận trong các cuộc tụ tập của vịt sông trong các lưu vực nước giữa các cột Lopatin và Akusha của khu bảo tồn Kyzylagach.

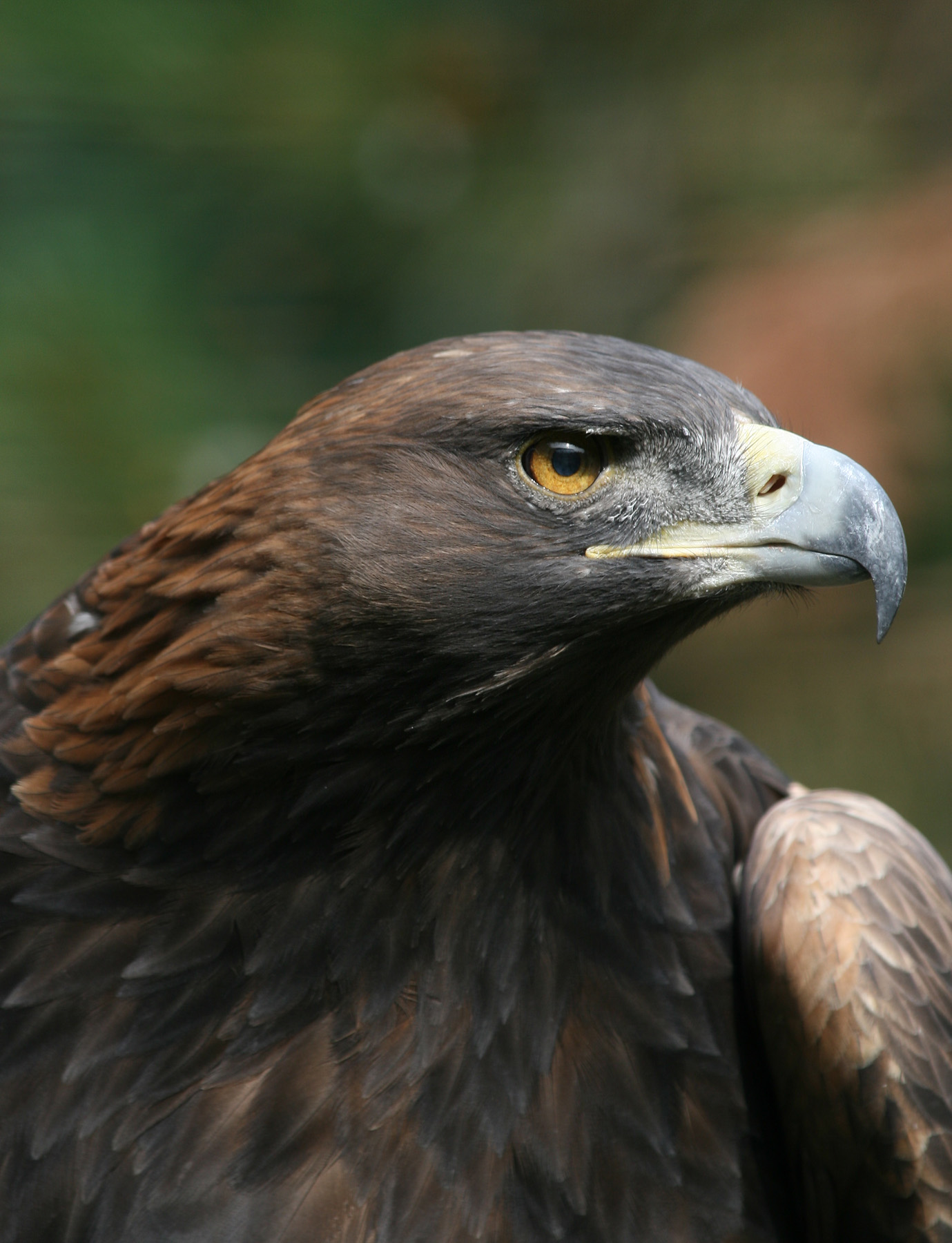
Đại bàng vàng. Theo ước tính 1990-1996, tổng số đại bàng ở Azerbaijan không vượt quá 15 cặp làm tổ.

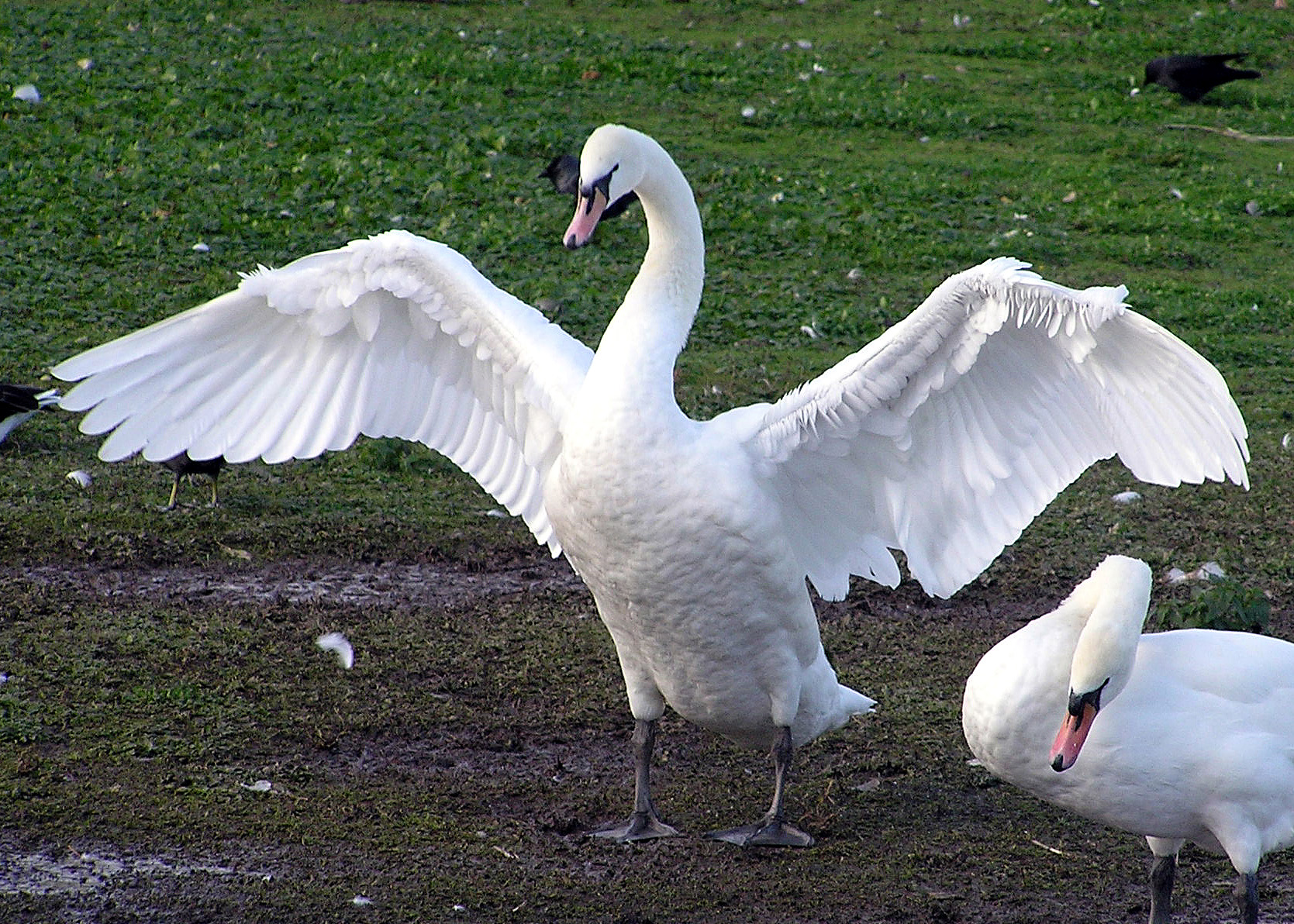
Thiên nga trắng được tìm thấy trong khu bảo tồn Kyzylagach trên bờ biển Caspi. Trong các lưu vực nước của đồng bằng Mil và đồng bằng Samur-Davachi. Trong cuộc điều tra dân số mùa xuân năm 1993, các loài chim làm tổ ở Sarisu, Aggol, khu bảo tồn Shirvan đã được ghi lại. Đặc biệt là ở hồ Agzibir (cảng Devechi) - hơn 10 cặp. Theo tính toán năm 1993, số lượng thiên nga trú đông ở Azerbaijan là hơn 3200 cá thể

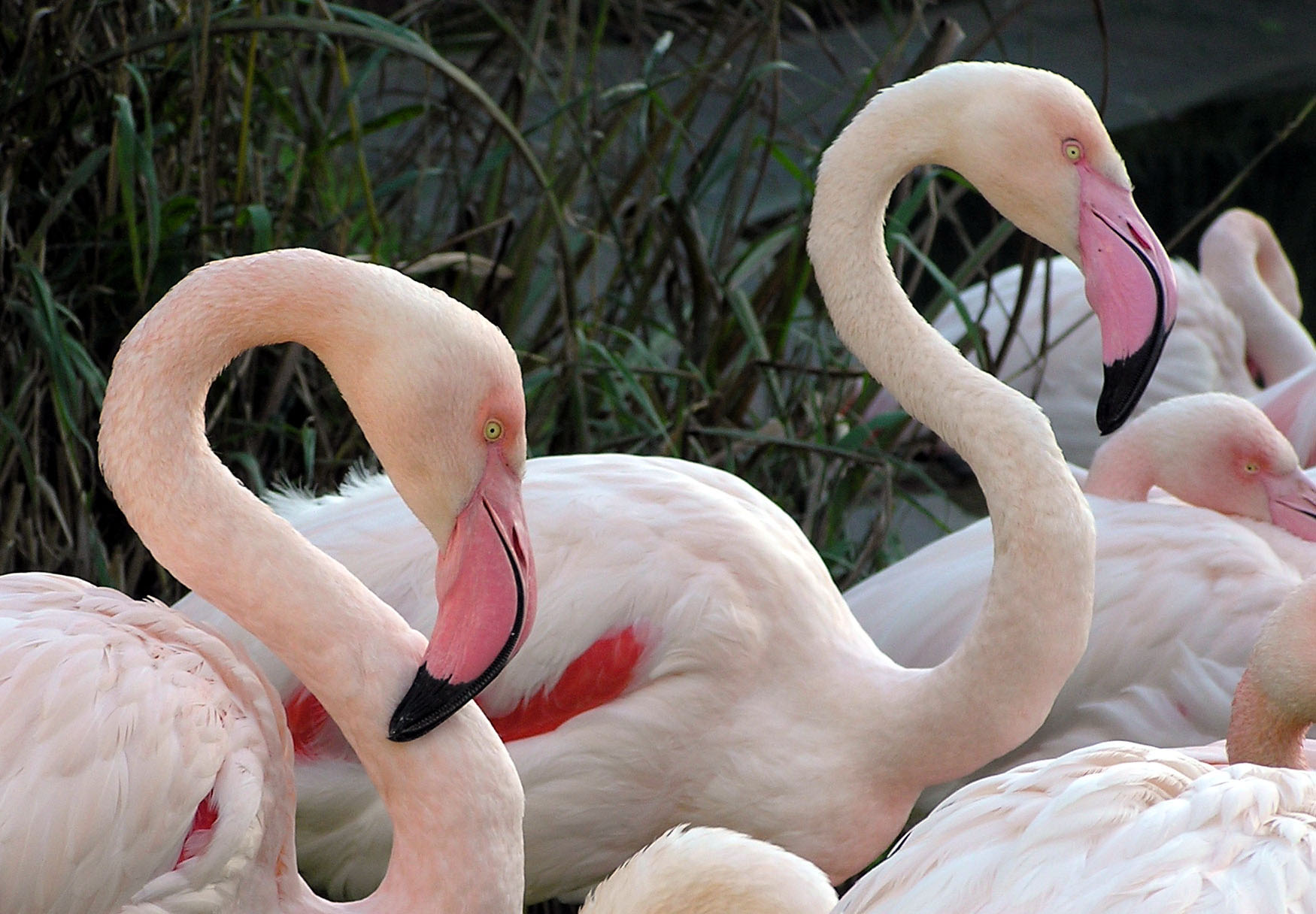
Hồng hạc. Trong vịnh Kyzylagach năm 1933-1934, hơn 20.000 vào mùa đông, vào tháng 12 năm 1956 - 5.000, vào tháng 2 năm 1957 sau khi sương muối nghiêm trọng - lên tới 400, vào năm 1976-1977 - 200, vào năm 1979 Vào tháng 1 - 200, năm 1982 - 150, năm 1993 - 800, năm 1994 - 2800 con chim đã được quan sát.

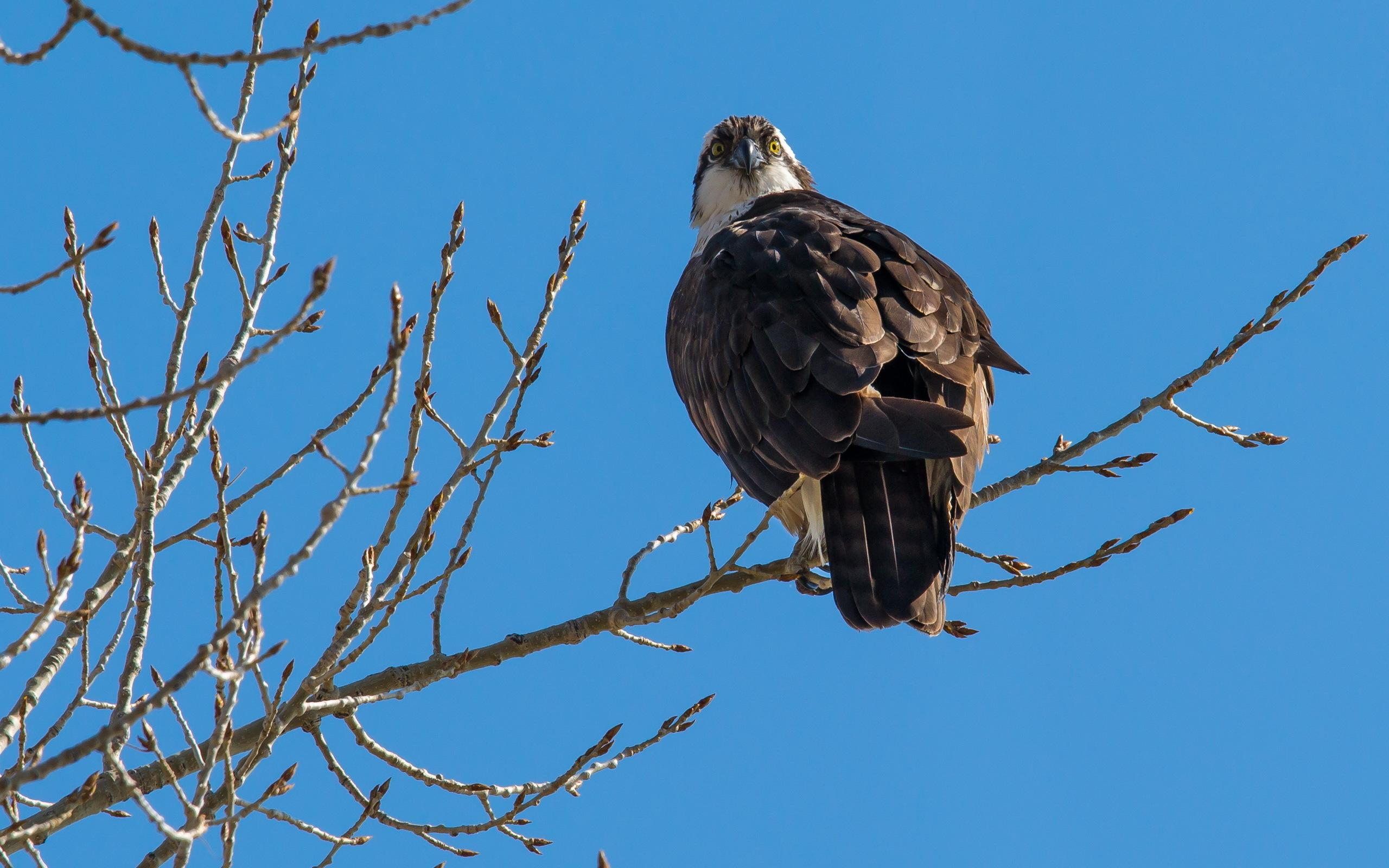
Pandion haliaetus ở Azerbaijan

Danh sách các loài chim của Azerbaijan bao gồm hơn 370 loài (trong đó có ít nhất 9 loài là quý hiếm) sắp xếp theo bộ. 

## Chim lặn
- Bộ Gaviiformes, họ Gaviidae, chi Gavia

Trên thế giới hiện còn 5 loài chim sống dưới nước được tìm thấy ở nhiều vùng của Bắc Mỹ và Bắc Âu, có kích thước của một con vịt lớn hoặc ngỗng nhỏ, trong đó có 2 loài bắt gặp tại Azerbaijan:
1. Gavia arctica[2]
2. Gavia stellata[3]

## Podicipediformes
Bộ Podicipediformes, họ Podicipedidae bao gồm các loài chim lặn nước ngọt có kích thước trung bình và nhỏ, ngón chân thùy thích hợp bơi lặn hơn di chuyển trên mặt đất. Azerbaijan cóa 5 loài trong tổng số 20 loài còn sinh tồn:
1. Tachybaptus ruficollis[4]
2. Podiceps grisegena[5]
3. Podiceps cristatus[6]
4. Podiceps auritus[7]
5. Podiceps nigricollis[8]

## Chim Cốc
Bộ Suliformes, họ Phalacrocoracidae bao gồm các loài chim biển cỡ trung bình và lớn, có bộ lông sẫm, đen, trắng hoặc sặc sỡ. Có 2 loài ở Azerbaijan.
1. Microcarbo pygmaeus[9]
2. Phalacrocorax carbo[10]

## Bồ nông
Bộ Pelecaniformes, họ Pelecanidae có 2 loài chim nước lớn với một cái túi đặc biệt dưới mỏ ở Azerbaijan, bàn chân có bốn ngón chân.
1. Pelecanus crispus[11]
2. Pelecanus onocrotalus[12]

## Cò quăm
Bộ Pelecaniformes, họ Threskiornithidae gồm 3 loài chim lớn trên cạn và lội nước, đôi cánh dài và rộng với 11 lông chính và khoảng 20 lông phụ, có khả năng bay cao và mạnh mẽ.
1. Platalea leucorodia[13]
2. Plegadis falcinellus[14]
3. Threskiornis aethiopicus[15]

## Diệc
Bộ Pelecaniformes, họ Ardeidae có 8 loài ở Azerbaijan, là các loài chim trung bình và lớn có cổ và chân dài, khi bay thì cổ rút lại
1. Ardea alba[16]
2. Ardea cinerea[17]
3. Ardea purpurea[18]
4. Egretta garzetta[19]
5. Ardeola ralloides[20]
6. Bubulcus ibis[21]
7. Nycticorax nycticorax[22]
8. Botaurus stellaris[23]

## HạcCiconiidae
Bộ Ciconiiformes, họ Ciconiidae có 2 loài chim lớn lội nước di cư chân dài, cổ dài, tổ có thể tái sử dụng.
1. Ciconia ciconia[24]
2. Ciconia nigra[25]

## Hồng hạcPhoenicopteridae
Bộ Phoenicopteriformes, họ Phoenicopteridae tại Azerbaijan là 1 trong số 5 loài chim lội nước cao 3 đến 5 foot (0,9 đến 1,5 m) ăn các loài động vật có vỏ và tảo, mỏ có cấu tạo và hình dạng đặc biệt lộn ngược với khả năng tách bùn và đất bùn ra khỏi thức ăn.
1. Phoenicopterus roseus[26]

## VịtAnatidae
Bộ Anseriformes, họ Anatidae ở Azerbaijan có 31 trong số 131 loài vịt và chim lội nước giống vịt, gồm ngỗng và thiên nga, là những loài chim thủy sinh chân có màng, mỏ phẳng và lông phủ dầu chống thấm nước.
1. Cygnus olor[27]
2. Cygnus cygnus[28]
3. Cygnus columbianus[29]
4. Anser albifrons[30]
5. Anser erythropus[31]
6. Anser anser[32]
7. Chen caerulescens[33] (A)
8. Branta ruficollis[34]
9. Tadorna ferruginea[35]
10. Tadorna tadorna[36]
11. Anas penelope[37]
12. Anas strepera[38]
13. Anas crecca[39]
14. Anas platyrhynchos[40]
15. Anas acuta[41]
16. Anas querquedula[42]
17. Anas clypeata[43]
18. Marmaronetta angustirostris[44]
19. Netta rufina[45]
20. Aythya ferina[46]